# Jeff Marsh
Jeff „Swampy“ Marsh (* 9. prosince 1960, Santa Monica) je americký režisér, dabér, animátor, scenárista a televizní producent. Je známý hlavně jako autor seriálů Phineas a Ferb (2007–2015) a Milo a Murphyho zákon (2016–2019). Také režíroval epizody v seriálech Tatík Hill a spol. a Rocko's Modern Life a pracoval na animaci seriálu Simpsonovi. Jeho životním spolupracovníkem je Dan Povenmire.

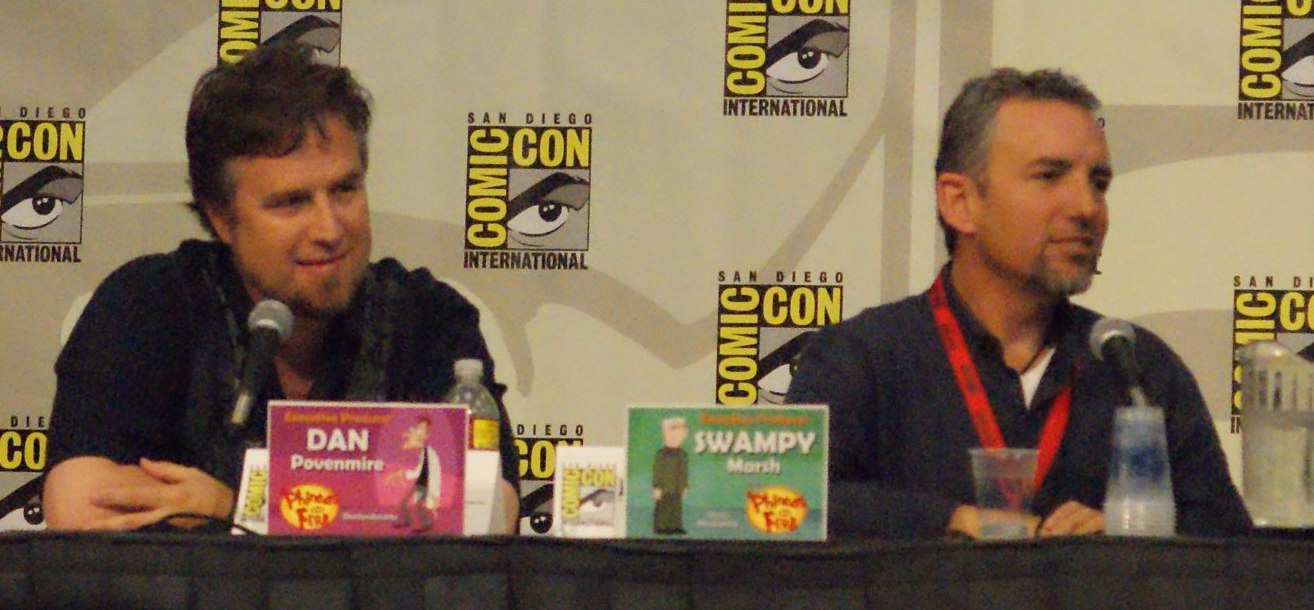
Dan Povenmire a Jeff „Swampy“ Marsh v roce 2009